# ナンシー・ヒューストン
ナンシー・ヒューストン（Nancy Huston、1953年9月16日 - ）は、カナダ生まれの小説家、文学者。

## 経歴
カナダアルバータ州カルガリーに生まれる。15歳の時、アメリカ合衆国ニューハンプシャー州ウィルトンに移住する。ニューヨークのサラ・ローレンス大学に学ぶ。1973年、パリに渡り、ロラン・バルトの指導のもとに博士論文を執筆した。
1981年、文芸理論家ツヴェタン・トドロフと結婚し、2人の子供を儲ける。2010年にスイスの画家ガイ・オバーソンと出会い、トドロフとは2014年に離婚した。
最初の小説『Les Variations Goldberg』（1981年）がコントルポワン賞（Prix Contrepoint）を受賞し、フェミナ賞にもノミネートされる。以来、フランス語と英語の両方で小説を発表している。
1993年、カナダ総督文学賞フランス語フィクション部門賞（en）を受賞。2006年、『 Lignes de faille』（邦題『時のかさなり』）でフェミナ賞を受賞した。
1996年、『暗闇の楽器』で高校生のゴンクール賞受賞。

## 主な著書
- 『愛と創造の日記』（高頭麻子訳、晶文社） 1997年
- 『天使の記憶』（横川晶子訳、新潮社、新潮クレスト・ブックス） 2000年
- 『時のかさなり』（横川晶子訳、新潮社、新潮クレスト・ブックス） 2008年
- 『暗闇の楽器』（永井遼,いぶきけい訳、水声社） 2010年
- 『赤外線』（いぶきけい訳、水声社、叢書フィクションの楽しみ） 2011年
- 『草原讃歌』（永井遼訳、水声社、叢書フィクションの楽しみ） 2013年